# Prevención de la infección por VIH
El presente artículo presenta específicamente las medidas necesarias para la prevención de la infección por el virus de la inmunodeficiencia humana (VIH). Este virus afecta a las células de defensa del cuerpo humano, llamadas linfocitos CD4+. Si la infección no se controla, evoluciona con mayor rapidez a lo que comúnmente se denomina sida. En el caso de las personas que viven con el virus, este se encuentra en la sangre, en los fluidos de los órganos sexuales (líquido preeyaculatorio, semen, secreción vaginal) y en la leche materna.
Una vez que el VIH se encuentra dentro de las células de cuerpo, las utiliza para replicarse sin causar molestias. A esta etapa se le llama asintomática.

## ¿Cómo se transmite el VIH?
Existen tres vías de transmisión:

### Sexual
- Por contacto con una persona que tiene el virus VIH.

### Sanguínea
- Por transfusiones de sangre o de sus derivados (plasma, plaquetas) que contengan el virus.
- Por trasplante de órganos de personas con VIH y con cáncer.
- Por compartir agujas/jeringas previamente contaminadas por usuarios de sustancias adictivas inyectables.

En caso de contacto accidental con cualquier fluido infectado con VIH/sida en la piel intacta, una costra, cicatriz, o una "hojuela" de piel muerta, no existe posibilidad alguna de contagio. Pero si la piel presenta heridas abiertas, profundas y sangrantes, o perforaciones (por ejemplo, una úlcera), entonces las probabilidades de contagio pueden ser mayores.

### Perinatal
- Una mujer embarazada con VIH puede transmitir el virus al feto en cualquier momento del embarazo.
- Durante el parto, a través del canal vaginal, por el contacto del feto con las secreciones vaginales potencialmente infectadas.
- Por medio de la leche materna (lactancia).

## Medidas de prevención

### Por cualquier vía
El método más seguro de prevención es teniendo una sola pareja sexual, evitando tener relaciones sexuales con más de un(a) compañero(a), o la abstinencia.

### Por vía sexual
- Utilizando profiláctico en cada relación sexual.
- No mantener relaciones sexuales con una persona infectada de VIH

### Por vía sanguínea
- Utilizando sangre y derivados que hayan sido previamente analizados y estén libres del virus.
- Recomendando a los usuarios de drogas inyectables el uso de una aguja y una jeringa nuevas (lavadas o esterilizadas o hervidas) en cada aplicación.
- Utilizando guantes de látex o de poliuretano siempre que se manejen sangre o secreciones corporales.

### Por vía perinatal
- Ofreciendo la prueba de detección para el VIH a todas las mujeres embarazadas.[8]